# 冷月
冷月（日語：冷たい月）是1998年日本電視劇。由讀賣電視台製作，1998年1月12日至3月16日、每週一晚間十點（JST）於日本電視台播出。
戲劇標語是「希望這部電視劇是虛構的」。

## 故事大綱
外科醫生椎名希代加（中森明菜飾）和作為知名電視主持人的丈夫椎名公平（辰巳琢郎飾）過著幸福的生活，不久後也將迎來兩人的第一個孩子。不料，一場事故，讓沉浸在無比幸福中的希代加，人生瞬間急轉直下。
一天雨夜，公平駕車撞人逃逸，在即將被逮捕前，衝動選擇了自殺。此事件所帶來的混亂與打擊，也導致希代加失去了腹中的孩子。
美滿家庭一夕粉碎，希代加萬念俱灰，直到某天偶然間得知了舉發丈夫肇事逃逸的，是名叫森下美咲（永作博美飾）的女子。
之後希代加便搬到了美咲所住的社區與其成為鄰居…一段駭人又悲傷的復仇就此拉開序幕。

## 登場人物
- 椎名希代加（32）－中森明菜

外科醫生。懷孕時丈夫去世，接著孩子也流產。認為這一切都是美咲的舉報造成的，因而決定對其展開報復。
- 森下美咲（27）－永作博美

家庭主婦，同時也是義大利語翻譯員。已經懷孕九個月。是肇逃事件的目擊者。
由於舉發此事，被希代加視作報復對象。
- 丸山忍（28）－的場浩司

花店店員。對希代加有好感。在希代加遭遇劇變後，便在其身旁陪伴支持，卻也被一心復仇的希代加所利用。
- 近藤圭司（28）－唐渡亮

廣告導演。和美咲，麻巳子在大學時期一起參加義大利語研究會。
喜歡美咲，但還沒告白就畢業了。後來將美咲介紹給萬作。
- 山中麻巳子（27）－白島靖代

美咲的大學同學兼好友，和美咲共同經營義大利語翻譯工作室。和圭司是情侶。因希代加使計而對美咲產生誤會。
- 關根惠理子－宮崎小枝子

花店店長。對阿忍有好感。發覺打從希代加出現後，阿忍的言行就越發古怪，於是將希代加解雇。
- 椎名公平（38）－辰巳琢郎

知名電視主持人。希代加的丈夫。因無法面對肇逃事件曝光後的代價而選擇自殺。
- 森下萬作（34）－伊原剛志

廣告代理商總務課職員。美咲的丈夫。近藤的前輩。

## 播出日程
| 各話                                                         | 放送日        | 副標題 | 腳本     | 導演     | 收視率               |
| ------------------------------------------------------------ | ------------- | ------ | -------- | -------- | -------------------- |
| 第1話                                                        | 1998年1月12日 |        | 瀧川晃代 | 唐木昭浩 | 15.5% (22:15～23:23) |
| 第2話                                                        | 1998年1月19日 |        | 瀧川晃代 | 唐木昭浩 | 11.8%                |
| 第3話                                                        | 1998年1月26日 |        | 瀧川晃代 | 田中壽一 | 12.6%                |
| 第4話                                                        | 1998年2月2日  |        | 瀧川晃代 | 田中壽一 | 11.8%                |
| 第5話                                                        | 1998年2月9日  |        | 瀧川晃代 | 唐木昭浩 | 12.1%                |
| 第6話                                                        | 1998年2月16日 |        | 尾崎將也 | 田中壽一 | 13.2%                |
| 第7話                                                        | 1998年2月23日 |        | 尾崎將也 | 唐木昭浩 | 15.1%                |
| 第8話                                                        | 1998年3月2日  |        | 尾崎將也 | 田中壽一 | 15.5%                |
| 第9話                                                        | 1998年3月9日  |        | 瀧川晃代 | 唐木昭浩 | 15.9%                |
| 最終話                                                       | 1998年3月16日 |        | 瀧川晃代 | 唐木昭浩 | 18.0%                |
| 平均收視率 14.2%（收視率來自Video Research對關東地區的調查） |               |        |          |          |                      |

## 相關商品
- 『冷たい月 Vol.1〜4』（VAP）1998年10月5日發售，VHS單品商品。
- 『冷たい月 オリジナルサウンドトラック』（VAP）1998年3月1日發售。